# ОШ „Милоје Симовић” Драгобраћа
ОШ „Милоје Симовић” Драгобраћа, насељеном месту на територији града Крагујевца,налази се у приградском насељу. Основана је 1919. године.
По оснивању први учитељ био је Антоније Мусић. Учитељица Милица Радосављевић повела је 1932. године акцију за подизање нове зграде.
Основна школа прераста 1955. године у осмогодишњу школу, а пет година касније у матичну школу са издвојеним одељењима у Дреновцу и Голочелу.
Школска зграда матичне школе за време свог постојања претрпела је бројне промене и коначан данашњи изглед добио је школске 1997/98. године. Школа има десет учионица, један кабинет за физику, мултимедијалну учионицу, библиотеку, канцеларију за директора, наставнике, секретара, рачуноводство и стручног сарадника.
Издвојено одељење у Голочелу удаљено је 4  од матичне зграде, настава се обавља у школској згради подигнутој 1956. године. 
Издвојено одељење у Дреновцу удаљено је 4  од матичне зграде, настава се обавља у школској згради подигнутој 1932. године, а реновираном 1998. године.